# لیشیا کلارندون
لیشیا کلارندون (انگلیسی: Layshia Clarendon؛ زادهٔ ۲ مهٔ ۱۹۹۱) بازیکن بسکتبال اهل ایالات متحده آمریکا است.
وی در مسابقات کشوری و بین‌المللی در مجموع برندهٔ ۲ مدال طلا شده‌است.